# Trofeo Joan Gamper 2022
El Trofeo Joan Gamper 2022 fue la LVII edición del torneo amistoso. El encuentro se disputó el 7 de agosto de 2022 en el Spotify Camp Nou. En esta ocasión el F. C. Barcelona se enfrentó al Pumas UNAM, siendo esta la segunda participación de un equipo mexicano en el trofeo. El partido fue muy memorable, ya que el futbolista con más títulos en la historia, Dani Alves, volvió rápidamente al Spotify Camp Nou, ahora defendiendo la camiseta de los Universitarios.
Esta fue la primera vez en ocho años que un club de la Liga MX juegue contra los catalanes por este trofeo de carácter amistoso, recordando que en el 2014 el trofeo Joan Gamper fue entre Barcelona y el León, que en aquel entonces tenía como jugador a Rafa Márquez. El juego acabó 6-0 para los españoles.
El conjunto universitario quiería repetir la hazaña de conseguir otro trofeo amistoso en España después de que en 2004 lograron obtener el trofeo Santiago Bernabeu en contra del Real Madrid.
Mientras que el equipo femenil de Barcelona lo hizo el 23 de agosto, contra el Montpellier Hérault Sport Club, en el Estadio Johan Cruyff de la Ciudad Deportiva. Siendo este la segunda vez que se celebró este trofeo en su versión femenil después de que en 2021 fuera la Juventus femenil las invitadas a disputarlo.

## Partido
| 1     | POR   | Marc-André ter Stegen | 61' |
| 20    | DEF   | Sergi Roberto         | 61' |
| 4     | DEF   | Ronald Araújo         | 61' |
| 24    | DEF   | Eric García           | 46' |
| 28    | DEF   | Alejandro Balde       | 46' |
| 8     | MED   | Pedri                 | 46' |
| 5     | MED   | Sergio Busquets       | 46' |
| 30    | MED   | Gavi                  | 46' |
| 7     | DEL   | Ousmane Dembélé       | 46' |
| 9     | DEL   | Robert Lewandowski    | 60' |
| 22    | DEL   | Raphinha              | 46' |
| D. T. | D. T. | Xavi Hernández        |     |

| 1     | POR   | Julio González    | 89' |
| 2     | DEF   | Pablo Bennevendo  | 46' |
| 25    | DEF   | Arturo Ortiz      |     |
| 23    | DEF   | Nicolás Freire    | 90' |
| 16    | DEF   | Adrián Aldrete    | 60' |
| 17    | MED   | Leonel López      | 46' |
| 8     | MED   | Higor Meritão     | 90' |
| 33    | MED   | Dani Alves        | 60' |
| 10    | MED   | Eduardo Salvio    | 68' |
| 9     | DEL   | Juan Dinenno      | 60' |
| 21    | DEL   | Gustavo del Prete | 68' |
| D. T. | D. T. | Andrés Lillini    |     |

| 3  | DEF | Gerard Piqué              | 46' |
| 18 | DEF | Jordi Alba                | 46' |
| 19 | MED | Franck Kessié             | 46' |
| 21 | MED | Frenkie de Jong           | 46' |
| 14 | MED | Nico González             | 46' |
| 17 | DEL | Pierre-Emerick Aubameyang | 46' |
| 10 | DEL | Ansu Fati                 | 46' |
| 25 | DEL | Memphis Depay             | 60' |
| 13 | POR | Iñaki Peña                | 61' |
| 2  | DEF | Sergiño Dest              | 61' |
| 23 | DEF | Jules Koundé              | 61' |

| 3  | DEF | Ricardo Galindo    | 46' |
| 11 | MED | Carlos Gutiérrez   | 46' |
| 5  | DEF | Jerónimo Rodríguez | 60' |
| 6  | MED | Marco García       | 60' |
| 7  | DEL | Diogo de Oliveira  | 60' |
| 18 | DEL | Efraín Velarde     | 68' |
| 12 | DEL | César Huerta       | 68' |
| 13 | POR | Gil Alcalá         | 89' |
| 24 | DEF | Emanuel Montejano  | 90' |
| 15 | MED | José Caicedo       | 90' |

| 3' · 5' · 10' · 19' · 49' · 84' | Robert Lewandowski Pedri Ousmane Dembélé Pedri Pierre-Emerick Aubameyang Frenkie de Jong | 1:0 2:0 3:0 4:0 5:0 6:0 |

| 21' | Gavi |

| Principal  | Sánchez Martínez  |
| Asistentes | Cabañero Martínez |
|            | López Mir         |
| Cuarto     | Romero Freixas    |

|  |                    |       |       |
|  | Tiros              | 21    | 5     |
|  | Tiros a puerta     | 12    | 3     |
|  | Faltas             | 9     | 12    |
|  | Saques de esquina  | 7     | 3     |
|  | Penaltis           | 0     | 0     |
|  | Fueras de juego    | 0     | 5     |
|  | Posesión del balón | 70.1% | 29.9% |

| 1     | POR   | Marc-André ter Stegen | 61' |
| 20    | DEF   | Sergi Roberto         | 61' |
| 4     | DEF   | Ronald Araújo         | 61' |
| 24    | DEF   | Eric García           | 46' |
| 28    | DEF   | Alejandro Balde       | 46' |
| 8     | MED   | Pedri                 | 46' |
| 5     | MED   | Sergio Busquets       | 46' |
| 30    | MED   | Gavi                  | 46' |
| 7     | DEL   | Ousmane Dembélé       | 46' |
| 9     | DEL   | Robert Lewandowski    | 60' |
| 22    | DEL   | Raphinha              | 46' |
| D. T. | D. T. | Xavi Hernández        |     |

| 1     | POR   | Julio González    | 89' |
| 2     | DEF   | Pablo Bennevendo  | 46' |
| 25    | DEF   | Arturo Ortiz      |     |
| 23    | DEF   | Nicolás Freire    | 90' |
| 16    | DEF   | Adrián Aldrete    | 60' |
| 17    | MED   | Leonel López      | 46' |
| 8     | MED   | Higor Meritão     | 90' |
| 33    | MED   | Dani Alves        | 60' |
| 10    | MED   | Eduardo Salvio    | 68' |
| 9     | DEL   | Juan Dinenno      | 60' |
| 21    | DEL   | Gustavo del Prete | 68' |
| D. T. | D. T. | Andrés Lillini    |     |

| 3  | DEF | Gerard Piqué              | 46' |
| 18 | DEF | Jordi Alba                | 46' |
| 19 | MED | Franck Kessié             | 46' |
| 21 | MED | Frenkie de Jong           | 46' |
| 14 | MED | Nico González             | 46' |
| 17 | DEL | Pierre-Emerick Aubameyang | 46' |
| 10 | DEL | Ansu Fati                 | 46' |
| 25 | DEL | Memphis Depay             | 60' |
| 13 | POR | Iñaki Peña                | 61' |
| 2  | DEF | Sergiño Dest              | 61' |
| 23 | DEF | Jules Koundé              | 61' |

| 3  | DEF | Ricardo Galindo    | 46' |
| 11 | MED | Carlos Gutiérrez   | 46' |
| 5  | DEF | Jerónimo Rodríguez | 60' |
| 6  | MED | Marco García       | 60' |
| 7  | DEL | Diogo de Oliveira  | 60' |
| 18 | DEL | Efraín Velarde     | 68' |
| 12 | DEL | César Huerta       | 68' |
| 13 | POR | Gil Alcalá         | 89' |
| 24 | DEF | Emanuel Montejano  | 90' |
| 15 | MED | José Caicedo       | 90' |

| 3' · 5' · 10' · 19' · 49' · 84' | Robert Lewandowski Pedri Ousmane Dembélé Pedri Pierre-Emerick Aubameyang Frenkie de Jong | 1:0 2:0 3:0 4:0 5:0 6:0 |

| 21' | Gavi |

| Principal  | Sánchez Martínez  |
| Asistentes | Cabañero Martínez |
|            | López Mir         |
| Cuarto     | Romero Freixas    |

|  |                    |       |       |
|  | Tiros              | 21    | 5     |
|  | Tiros a puerta     | 12    | 3     |
|  | Faltas             | 9     | 12    |
|  | Saques de esquina  | 7     | 3     |
|  | Penaltis           | 0     | 0     |
|  | Fueras de juego    | 0     | 5     |
|  | Posesión del balón | 70.1% | 29.9% |

| 1     | POR   | Marc-André ter Stegen | 61' |
| 20    | DEF   | Sergi Roberto         | 61' |
| 4     | DEF   | Ronald Araújo         | 61' |
| 24    | DEF   | Eric García           | 46' |
| 28    | DEF   | Alejandro Balde       | 46' |
| 8     | MED   | Pedri                 | 46' |
| 5     | MED   | Sergio Busquets       | 46' |
| 30    | MED   | Gavi                  | 46' |
| 7     | DEL   | Ousmane Dembélé       | 46' |
| 9     | DEL   | Robert Lewandowski    | 60' |
| 22    | DEL   | Raphinha              | 46' |
| D. T. | D. T. | Xavi Hernández        |     |

| 1     | POR   | Julio González    | 89' |
| 2     | DEF   | Pablo Bennevendo  | 46' |
| 25    | DEF   | Arturo Ortiz      |     |
| 23    | DEF   | Nicolás Freire    | 90' |
| 16    | DEF   | Adrián Aldrete    | 60' |
| 17    | MED   | Leonel López      | 46' |
| 8     | MED   | Higor Meritão     | 90' |
| 33    | MED   | Dani Alves        | 60' |
| 10    | MED   | Eduardo Salvio    | 68' |
| 9     | DEL   | Juan Dinenno      | 60' |
| 21    | DEL   | Gustavo del Prete | 68' |
| D. T. | D. T. | Andrés Lillini    |     |

| 3  | DEF | Gerard Piqué              | 46' |
| 18 | DEF | Jordi Alba                | 46' |
| 19 | MED | Franck Kessié             | 46' |
| 21 | MED | Frenkie de Jong           | 46' |
| 14 | MED | Nico González             | 46' |
| 17 | DEL | Pierre-Emerick Aubameyang | 46' |
| 10 | DEL | Ansu Fati                 | 46' |
| 25 | DEL | Memphis Depay             | 60' |
| 13 | POR | Iñaki Peña                | 61' |
| 2  | DEF | Sergiño Dest              | 61' |
| 23 | DEF | Jules Koundé              | 61' |

| 3  | DEF | Ricardo Galindo    | 46' |
| 11 | MED | Carlos Gutiérrez   | 46' |
| 5  | DEF | Jerónimo Rodríguez | 60' |
| 6  | MED | Marco García       | 60' |
| 7  | DEL | Diogo de Oliveira  | 60' |
| 18 | DEL | Efraín Velarde     | 68' |
| 12 | DEL | César Huerta       | 68' |
| 13 | POR | Gil Alcalá         | 89' |
| 24 | DEF | Emanuel Montejano  | 90' |
| 15 | MED | José Caicedo       | 90' |

| 3' · 5' · 10' · 19' · 49' · 84' | Robert Lewandowski Pedri Ousmane Dembélé Pedri Pierre-Emerick Aubameyang Frenkie de Jong | 1:0 2:0 3:0 4:0 5:0 6:0 |

| 21' | Gavi |

| Principal  | Sánchez Martínez  |
| Asistentes | Cabañero Martínez |
|            | López Mir         |
| Cuarto     | Romero Freixas    |

|  |                    |       |       |
|  | Tiros              | 21    | 5     |
|  | Tiros a puerta     | 12    | 3     |
|  | Faltas             | 9     | 12    |
|  | Saques de esquina  | 7     | 3     |
|  | Penaltis           | 0     | 0     |
|  | Fueras de juego    | 0     | 5     |
|  | Posesión del balón | 70.1% | 29.9% |

| 1     | POR   | Marc-André ter Stegen | 61' |
| 20    | DEF   | Sergi Roberto         | 61' |
| 4     | DEF   | Ronald Araújo         | 61' |
| 24    | DEF   | Eric García           | 46' |
| 28    | DEF   | Alejandro Balde       | 46' |
| 8     | MED   | Pedri                 | 46' |
| 5     | MED   | Sergio Busquets       | 46' |
| 30    | MED   | Gavi                  | 46' |
| 7     | DEL   | Ousmane Dembélé       | 46' |
| 9     | DEL   | Robert Lewandowski    | 60' |
| 22    | DEL   | Raphinha              | 46' |
| D. T. | D. T. | Xavi Hernández        |     |

| 1     | POR   | Julio González    | 89' |
| 2     | DEF   | Pablo Bennevendo  | 46' |
| 25    | DEF   | Arturo Ortiz      |     |
| 23    | DEF   | Nicolás Freire    | 90' |
| 16    | DEF   | Adrián Aldrete    | 60' |
| 17    | MED   | Leonel López      | 46' |
| 8     | MED   | Higor Meritão     | 90' |
| 33    | MED   | Dani Alves        | 60' |
| 10    | MED   | Eduardo Salvio    | 68' |
| 9     | DEL   | Juan Dinenno      | 60' |
| 21    | DEL   | Gustavo del Prete | 68' |
| D. T. | D. T. | Andrés Lillini    |     |

| 3  | DEF | Gerard Piqué              | 46' |
| 18 | DEF | Jordi Alba                | 46' |
| 19 | MED | Franck Kessié             | 46' |
| 21 | MED | Frenkie de Jong           | 46' |
| 14 | MED | Nico González             | 46' |
| 17 | DEL | Pierre-Emerick Aubameyang | 46' |
| 10 | DEL | Ansu Fati                 | 46' |
| 25 | DEL | Memphis Depay             | 60' |
| 13 | POR | Iñaki Peña                | 61' |
| 2  | DEF | Sergiño Dest              | 61' |
| 23 | DEF | Jules Koundé              | 61' |

| 3  | DEF | Ricardo Galindo    | 46' |
| 11 | MED | Carlos Gutiérrez   | 46' |
| 5  | DEF | Jerónimo Rodríguez | 60' |
| 6  | MED | Marco García       | 60' |
| 7  | DEL | Diogo de Oliveira  | 60' |
| 18 | DEL | Efraín Velarde     | 68' |
| 12 | DEL | César Huerta       | 68' |
| 13 | POR | Gil Alcalá         | 89' |
| 24 | DEF | Emanuel Montejano  | 90' |
| 15 | MED | José Caicedo       | 90' |

| 3' · 5' · 10' · 19' · 49' · 84' | Robert Lewandowski Pedri Ousmane Dembélé Pedri Pierre-Emerick Aubameyang Frenkie de Jong | 1:0 2:0 3:0 4:0 5:0 6:0 |

| 21' | Gavi |

| Principal  | Sánchez Martínez  |
| Asistentes | Cabañero Martínez |
|            | López Mir         |
| Cuarto     | Romero Freixas    |

|  |                    |       |       |
|  | Tiros              | 21    | 5     |
|  | Tiros a puerta     | 12    | 3     |
|  | Faltas             | 9     | 12    |
|  | Saques de esquina  | 7     | 3     |
|  | Penaltis           | 0     | 0     |
|  | Fueras de juego    | 0     | 5     |
|  | Posesión del balón | 70.1% | 29.9% |

| Bandera de España            |
| Campeón Barcelona 45° título |